# Тсул, Атанасио
Атанасио Тсул (Тсуль, Atanasio Tzul; годы рождения и смерти неизвестны) — гватемальский вождь коренного народа майя-киче. В годы Войны за независимость испанских колоний в Америке (1810—1826) стал предводителем местных жителей на северо-западе генерал-капитанства  Гватемалы с 1814 года. Был ведущей фигурой восстания коренных народов 1820 года, которое нанесло поражение испанской власти в городе и установило собственное правительство на 29 дней в регионе, известном как «Тотоникапан в Королевстве Гватемала». Тсул объявил себя королём и создал индейское правительство, но вскоре восстание было подавлено.

## Биография
Атанасио Тсул был родом из кантона Паки, в Тотоникапане, происходил из семьи мыловаров, живших в районе Линках. Муж Фелипы Тсок, сыгравшей важную роль в первом провозглашении независимости от всей испанской колониальной власти, религиозной и политической, и ставшей королевой вместе с Атанасио, победив местную власть. Официальных или поддающихся проверке данных о дате его рождения и смерти нет, но общепринято считать, что он родился в xviii, а умер в первой половине xix века.
Атанасио Тсул начал свою деятельность на политическом уровне в 1813 году. Узнав о содержании Кадисской Конституции 1812 года, которая предоставила коренному населению Америки те же права, что и испанцам и ладино, руководители и члены совета Сан-Мигеля Тотоникапана во главе с Тсулом и мачехуалем Лукасом Агиларом (Акилалом), отправили благодарность монарху, ошибочно полагая это его заслугой. В начале 1814 года Тсул стал алкальдом (старостой) Сан-Мигеля Тотоникапана. В этом качестве в 1816 году Тсул существенно сократил налоговое бремя на рядовых членов общины, ограничившись требованием всего семи реалов в качестве оплаты общинных налогов, а также зарплаты приходского священника и властей.
К 1820 году он уже был признан неофициальным представителем местных жителей в Линках, Пачах, Укулджуюб, Чиче и Тинамит. Учитывая заинтересованность народа в прекращении поборов со стороны короны и церкви, Тсул, объединив свои силы с Лукасом Агиларом, бросил вызов испанским колониальным властям, представленным генерал-капитаном Гватемалы, архиепископом Гватемалы Рамоном Касаус-и-Торресом, регулярными орденами, местной элитой ладино и касиком Тотоникапана.
Чрезмерные королевские дани, отменённые в 1811—1812 годах, были снова введены королем Фердинандом VII, вернувшим в действие абсолютистскую конституцию. Когда это стало известно во время Великого поста 1820 года, Агилар и Тсул отправили представление мэру, чтобы проверить этот факт. 9 июля 1820 года на праздновании новой конституции Тсул присутствовал одетым по-испански, с курткой, шляпой-тройкой, шпагой, тростью и медалью на шее, а уже 12 июля ночью местные вожди и население провозгласили Тсула и его жену своими королями, символически возложив на них короны Сан-Хосе и Санта-Сесилия. Политическая и военная слабость Испанской империи, первые попытки политической автономии и конкуренция их между испанскими офицерами считались залогом успеха восстания. Таким образом, Тсул и его подданные отказывались от выплаты податей, смещали мэра-алкальда Хосе Мануэля Лары де Арресе и установили собственное правительство.
После свержения колониальных властей Тсул объявил себя королём независимой провинции, а Агилар президентом. В течение почти месяца с июля по август 1820 года Тсул выступал в роли наиболее видного представителя местного коренного правительства.
После это выступление киче было подавлено силами соседнего департамента Кесальтенанго в количестве около тысячи ополченцев под руководством дона Пруденсио Косара (исп. Prudencio Cózar). Движение коренного населения подверглось репрессиям. Мятежники были захвачены, высечены и заключены в тюрьму. Их предводителя подвергали порке в течение девяти дней, а затем заключили в тюрьму в Кетсальтенанго. 25 января 1821 года Тсул и другие лидеры попросили о помиловании, которое было предоставлено 1 марта 1821 года, после демонстрации жителей Тотоникапана.

## Наследие

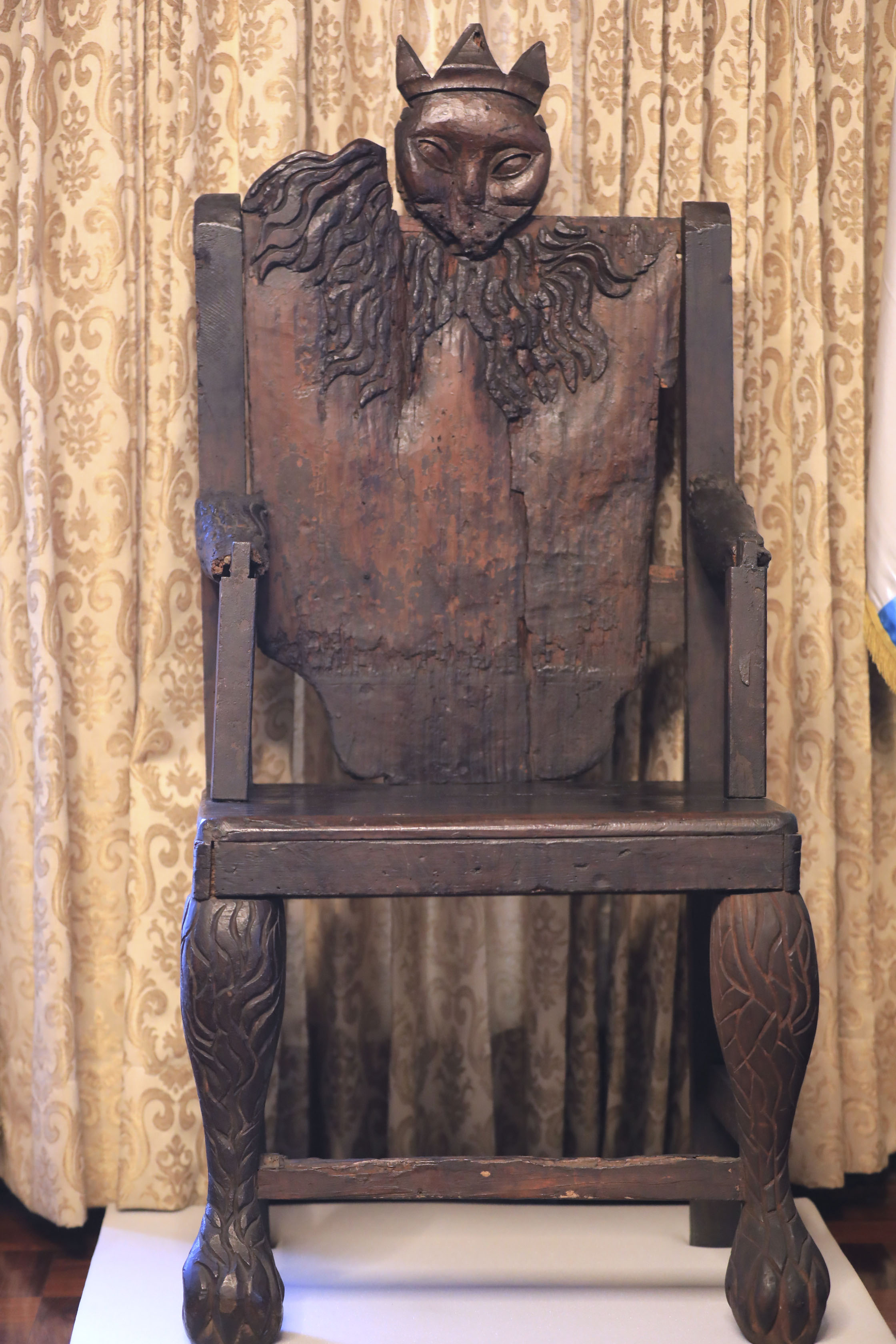
Трон Тсула как короля Тотоникапана

Согласно местным преданиям, Тсул был владыкой гор Паки, позже преобразованных в общинные земли, а главным его вкладом в жизнь общины была отмена налогов, которые, по его мнению были самовольно назначены властями генерал-капитанства Гватемалы, поскольку испанская корона ранее уже отказалась от них. За это его впоследствии почитали защитником прав народа киче.
Скульптор Родольфо Галеотти Торрес изваял статую в честь Тсула в Тотоникапане (Monumento a Atanasio Tzul) а в зоне 12 города Гватемала в конце xx века был построен «Кальсада Атанасио Тсул».